# Rauvolfia dichotoma
Rauvolfia dichotoma är en oleanderväxtart som beskrevs av Karl Moritz Schumann. Rauvolfia dichotoma ingår i släktet Rauvolfia och familjen oleanderväxter. Inga underarter finns listade i Catalogue of Life.